# Басова (деревня)
Басова — деревня в Некрасовском районе Ярославской области России. 
В рамках организации местного самоуправления входит в Некрасовское сельское поселение, в рамках административно-территориального устройства — в Климовский сельский округ.

## География
Расположена в 30 километрах востоку от центра города Ярославля, в 700 метрах от правого берега Волги.
На юго-западе примыкает к рабочему посёлку Некрасовское.

## Население
| 2007 | 2010 |
| ---- | ---- |
| 97   | ↗104 |

Согласно результатам переписи 2002 года, в национальной структуре населения русские составляли 94 % из 97 жителей.